# カンムリシャコ

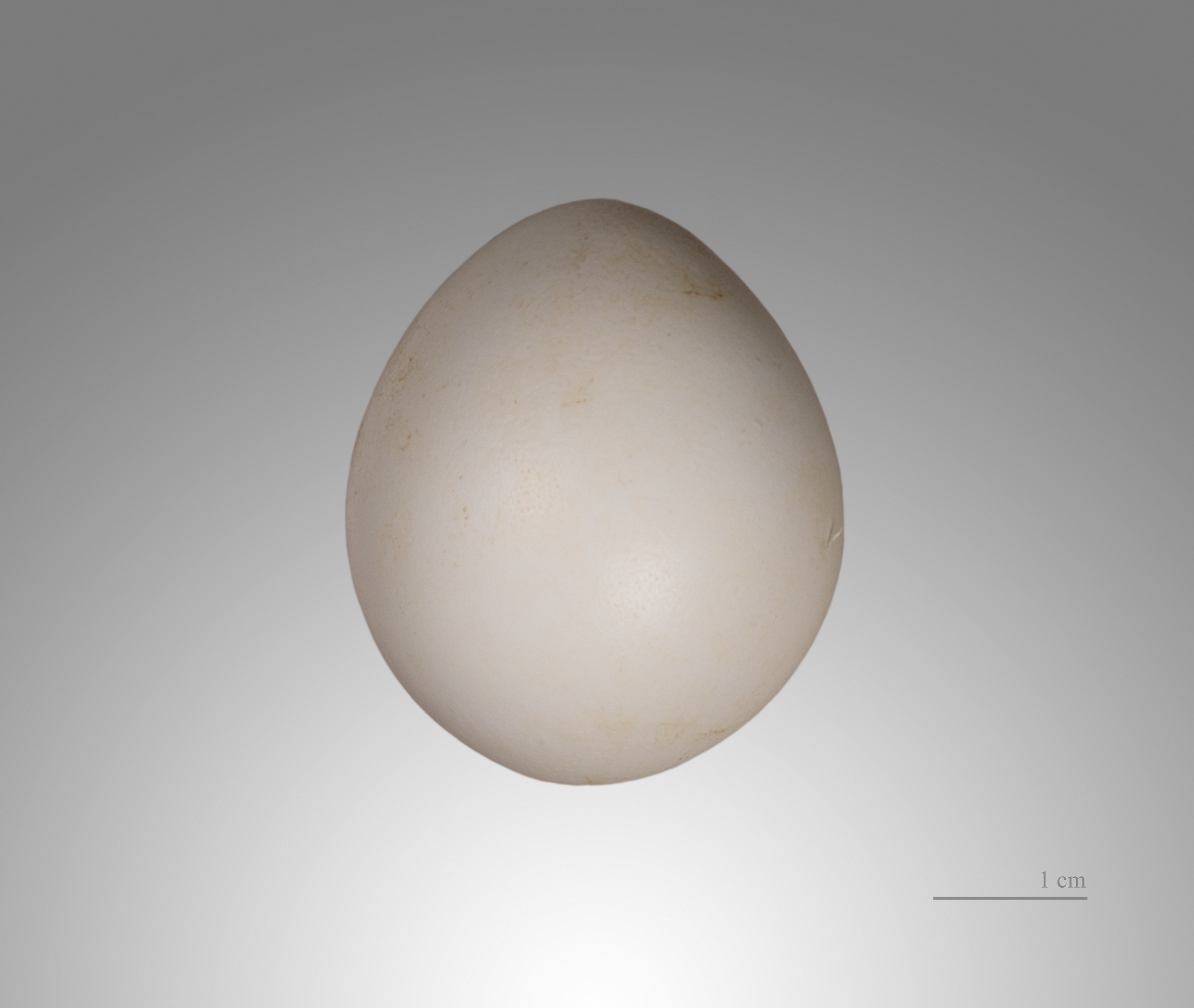
Rollulus rouloul

カンムリシャコ (冠鷓鴣、学名：Rollulus rouloul)は、キジ目キジ科に分類される鳥類の一種である。
本種1種でカンムリシャコ属を形成する。

## 分布
インドネシア（スマトラ、ボルネオ）、タイ南部、マレーシアに分布する。

## 形態
体長24-28cm。雄は背面が暗い青褐色で、背から腰、尾にかけては緑色を帯びる。頭は黒く、眼の周囲は皮膚が裸出しており赤く見える。頭頂部は白く、赤茶色の長く大きな冠羽がある（これが和名の由来である）。雌は頭部は黒く、冠羽はない。翼が褐色の他は頸から下は暗緑色である。

## 生態
標高のそれほど高くない熱帯雨林の中に生息する。通常、単独か番いで生活するが、小さな群れを形成することもある。
食性は雑食で、植物の種子や果実、昆虫類などを食べる。
繁殖期は4月で、1腹8-12個の卵を産む。